# Herbolzheim
Herbolzheim (pronunciación en alemán: /ˈhɛʁbɔlt͡sˌhaɪ̯m/ⓘ) es una ciudad situada en el distrito de Emmendingen en Baden-Wurtemberg, Alemania. Tiene una población estimada, a fines de marzo de 2022, de 11 218 habitantes.

## Barrios
La ciudad se divide en los siguientes barrios:
|            |
| Bleichheim |

|            |
| Broggingen |

|              |
| Tutschfelden |

|            |
| Wagenstadt |

Los límites espaciales de los barrios son idénticos a los de los municipios anteriormente independientes del mismo nombre. El arroyo Bleichbach fluye a través de Bleichheim y Wagenstadt.

## Puntos de interés
- El Jardín Hohenstein, Herbolzheim-Tutschfelden[5][6]
- El castillo Kirnburg[7]